# Westfield (Nuevo Brunswick)
Westfield es una parroquia canadiense situada en la provincia de Nuevo Brunswick.

## Superficie
Westfield tiene una superficie de 295,34 km².

## Demografía
En 2021, tenía 2114 habitantes, una densidad poblacional de 7,2 hab./km², y 970 viviendas.